# Красотка-девушка
Красотка-девушка, или красотка темнокрылая (лат. Calopteryx virgo) — стрекоза, принадлежащая к семейству Красотки.

## Описание
Длина 45-49 мм, брюшко 34-36 мм, заднее крыло 30-31 мм. У самца птеростигма отсутствует. Окраска самцов: голубовато- или зелёно-синее тело с металлическим отливом. Крылья почти целиком металлически-синие или голубовато-синие, блестящие, лишь вершины несколько светлее. У самки вместо птеростигмы имеется светлое пятно, которое пересечено жилками. Крылья прозрачные, с серовато-бурыми жилками, дымчатые. Костальная жилка крыльев металлически-блестящая, зелёного цвета. Жилки крыльев бурые. Передний край крыла с зелёным металлическим блеском. Тело бронзово-зелёное, спереди блестящее, задний конец матовый.

## Ареал и места обитания
Распространена в Европе, Южной Сибири и на Дальнем Востоке. Встречается также в Монголии, на Корейском полуострове, в Японии, северной части Китая. 
Обитает вблизи медленно текущих ручьёв и мелких рек, берега которых богаты прибрежной растительностью. Время лёта: с апреля по октябрь.

## Биология
Самки откладывают около 300 яиц в ткани живых водных или прибрежных растений, а иногда в отмершие растительные ткани. Личинки живут и развиваются в проточных водоёмах, обычно у берега в водорослях в течение 2—3 лет. Для дыхания под водой на конце тела личинки имеют три жаберные пластинки, выполняющие функции трахейных жабр. Боковые пластинки имеют характерную для семейства трёхгранную форму, средняя пластинка лишь немного короче боковых (один из признаков вида). Как и у других равнокрылых стрекоз, жаберные пластинки могут утрачиваться при нападении хищников путём автотомии и регенерировать после очередной линьки. Опыты показали, что они не играют роли главного органа дыхания личинок: личинки равнокрылых стрекоз нормально живут даже после утраты всех жаберных пластинок.
Занесена в Красную книгу некоторых регионов России.